# Lala Monja Delphin Sahivelo
Dans le nom malgache Sahivelo Lala Monja Delphin, le nom de famille précède le prénom, mais cet article utilise l’ordre habituel en français Lala Monja Delphin Sahivelo, où le prénom précède le nom.
Lala Monja Delphin Sahivelo est une personnalité militaire et homme politique malgache. Il est depuis le 14 janvier 2024 ministre des forces armées malgaches.

## Biographie

### Parcours militaire
Lala Monja Delphin Sahivelo, né à Toamasina en 1971, est un acteur clé des Forces armées malgaches. Sa carrière militaire est marquée par une succession de progression, notamment par son rôle de chef d’État-major des armées qu'il exerce de 2021 à 2024,,,,.

### Parcours politique
Par décret n°2024-007 du 14 janvier 2024 relatif à la nomination du Premier Ministre, Chef du Gouvernement et sur proposition du de ce dernier, Lala Monja Delphin Sahivelo est nommé ministre des forces armées malgaches. Il est reconduit à cette fonction dans le cinquième gouvernement de Christian Ntsay.